# Tematická analýza
Tematická analýza (nebo také analýza témat) je jednou z nejoblíbenějších a zároveň nejstarších metod obsahové analýzy při kvalitativním výzkumu, kterému nabízí snadný a flexibilní přístup. Poprvé se objevila už v 19. století, kdy ji použil sociolog Stoklossa. V současné době se tematická analýza standardní metodou při analýze textů v médiích. Témata zkoumaného textu či textů jsou řazena do kategorií, které jsou definovány ještě před samotným zkoumáním. Díky redukci informací do vytvořených kategorií je velmi úspornou metodou.

## Použití tematické analýzy
Tematická analýza může být použita ke spojení zdánlivě neslučitelných materiálů tak, aby dohromady dávaly smysl na základě společných témat. Bývá užívána k analyzování a získání kvalitativních informací o osobě, skupině, určité situaci, organizaci či kultuře. Tematická analýza bývá aplikována, aby se výzkum mohl posunout od pouhého čtení získaných dat k objevení vzoru a zformování specifické výzkumné otázky. Badatelé využívají tematickou analýzu jako prostředek k získání hlubšího porozumění informacím, které v průběhu výzkumu získali. V praxi a v závislosti na předmětu výzkumu tematická analýza může obsahovat trochu z metody zakotvené teorie, pozitivismu, interpretativní a fenomenologické sociologie- a koncepty výzkumu jako například uchycená data nebo indukce/dedukce.
Tematická analýza využívá koncept takzvaných ukotvených teorií, tedy teorií které mají své předpoklady, vycházejí přímo z empirických dat skrze hledání vhodných témat, jejich kontrastů a výsledkem je vytváření tematických modelů.
Stejně jako fenomenologie se zabývá zkoumáním subjektivních lidských zkušeností. Tento přístup klade důraz na účastníkovy pocity, vjemy a zkušenosti. Tento princip vycházející z humanistické psychologie umožňuje ukázat druhou stranu kvalitativního výzkumu – umožňuje totiž respondentům vyjádřit se vlastními slovy/na základě vlastních zkušeností bez nutnosti být vázán například pevnými otázkami kvantitativních výzkumů.
Jako u většiny ostatních výzkumných metod analýza dat může probíhat dvěma způsoby – indukčně a dedukčně. Indukční způsob analýzy je zde využíván zejména protože jsou předpoklady či závěry pevně vázány na pevná data, takže během analýzy není potřeba pokoušet se najít již princip nebo vzor. Dedukční způsob je na druhou stranu mnohem více zaměřen na teorii – což ale způsobuje problém v tom, že tato analýza je limitována na předem daná data.

## Téma
Téma je soubor vzorů nebo společných myšlenek opakující se v rámci určitého celku – souboru dat. To, jestli je určitý vzor považován za téma, je na rozhodnutí výzkumníka a není závislé na kvantitativním výskytu ale na kvalitě a prostoru, který je těmto myšlenkám v rámci dat věnován. Cílem tématu je umožnit lepší porozumění důležitým prvkům v rámci dat.

## Výhody a nevýhody tematické analýzy

### Klady
Výhodou tematické analýzy je fakt, že umí přenést na povrch skryté znaky textu. Umí číst mezi řádky a pak informace zprostředkovat tak, aby byly pro čtenáře zřetelné a srozumitelné. Tato funkce se využívá hlavně u textů, které často užívají symbolismu, jako jsou například texty ideologické.

### Zápory
Nicméně zmíněný symbolismus je i slabinou tematické analýzy, neboť to není jasně vyjádřený fakt, ale jedná se pouze o domněnky analytika, který daný text zkoumá. A nic tedy nevylučuje možnost, že jiný analytik může dojít k úplně odlišnému závěru. Jednotlivé interpretace mezi sebou tedy nemohou být rovnocenně porovnány a zároveň je není možné vyvrátit.

### Co tematická analýza nabízí
Tematická analýza by měla být považována za základní metodu k provedení kvalitativní analýzy, zároveň by to také měla být jedna z prvních analytických metod, které by se měl každý výzkumný pracovník naučit. Poskytuje totiž všechny základní zkušenosti, které jsou užitečné k provádění mnoha dalších metod kvalitativní analýzy. Metoda tematické analýzy nebývá charakterizována jako jednotná, specifická metoda, ale spíše jako nástroj k užití v rámci různých metod kvalitativní analýzy. Její obrovskou výhodou je právě její flexibilita, a tak je tematická analýza jednou z metod, která, může díky svojí teoretické volnosti, poskytnout užitečný vyhledávací prostředek k získání bohatého a detailního, ale zároveň komplexního výčtu dat o zkoumané problematice.

## Proces analýzy
Postup realizace je rozdělen do tří částí. Jako první krok jsou utvářeny kategorie, což jsou třídy nadřazeného pořádacího systému, které jsou tvořeny podle několika kritérií. Aby byl postup správný, musí být dodržena úplnost kategorie, nezávislost na jiných kategoriích a musí být jasně definována. Dalším krokem je vytváření vzorků, zde musí být jednoznačně určeno, co bude jednotkou výběru (většinou větší množiny) a co analytickou jednotkou (věty, články). Třetí krok je kódování – dochází zde k analyzování daného vzorku, kdy je každá jednotka šetření přiřazena k dané kategorii. Zde se dozvídáme popis obsahu podle témat (kategorií), který je výsledkem textové analýzy.